# Sara Trobäck
Sara Katarina Trobäck Hesselink (nacida en 1978) es una violinista sueca. Desde 2002, es la líder  de la Orquesta Sinfónica de Gotemburgo.

## Carrera
Nacida en 1978 en Örebro en el centro de Suecia, Trobäck empezó a tocar el violín cuando tenía cinco años. Sten-Göran Thorell fue su primer profesor, y a los 12 años lo fue Tibor Fülep. En 1994, cuando tenía 16 años, entró en la Universidad de Música de Gotemburgo, mientras que de 1996 a 2001 estudió bajo Gyorgy Pauk en la Royal Academy of Music de Londres. También asistió a las clases magistrales de Yehudi Menuhin, Maxim Vengerov, Dmitry Sitkovetsky, Ruggerio Ricci, Cho-Liang Lin y Joshua Bell.
Cuando aún era joven, tocaba como solista por toda Suecia, haciendo su debut en Londres en 1999 con la Orquesta de Solistas de Cámara de Londres en St. Martin-in-the-Fields, donde tocó el concierto para violín de Chaikovski. También tocó con la Orquesta de Cámara Sueca, la Orquesta Sinfónica de Helsingborg y la Orquesta de Cámara Musica Vitae. Ha participado dos veces en los conciertos del SummerFest para artistas jóvenes en La Jolla, California (2002 y 2003), y ha actuado por toda Europa. Es también cofundadora de Trío Poseidon, creado en 2002.
En 2002, Trobäck fue nombrada líder de la Orquesta Sinfónica de Gotenburgo. Es la primera mujer que ha logrado alcanzar este puesto. Toca un Guadagnini de 1753, prestado por la Fundación Järnåker.

## Discografía
- Kurt Atterberg: Suite Núm. 3 para violín, viola y orquesta de cuerda. Sara Trobäck Hesselink, violín, Por Högberg, viola, Orquesta Sinfónica de Gotemburgo, director Neeme Järvi. Chandos CHSA 5116, 2013.
- Kurt Atterberg: Suite Núm. 3 para violín, viola y orquesta de cuerda. Sara Trobäck, violín, Johanna Persson, viola, Svenska Kammarorkestern, director Petter Sundkvist. Naxos 8.553715, 1996.
- Beethoven: Concierto para Piano, Violín, Chelo y Orquesta, Op. 56, Brahms: Concierto para Violín, Chelo y Orquesta, Op. 102. Sara Trobäck Hesselink, violín, Claes Gunnarsson, chelo, Por Lundberg, piano, Orquesta Sinfónica de Gotemburgo, director Neeme Järvi. Chandos CHAN 10564, 2010.